# Antonio García Ferreras
Pour les articles homonymes, voir García et Ferreras.
Antonio García Ferreras (León, 20 septembre 1966) est un journaliste, présentateur et dirigeant de télévision espagnol. Il est en couple avec la journaliste Ana Pastor, avec laquelle il a un fils.

## Carrière

### Cadena SER
Diplômé de journalisme à l'université Complutense de Madrid, il commence sa carrière de journaliste en 1986, à l'antenne de Radio Valladolid appartenant à la Cadena SER. Il travaille ensuite à Radio Sevilla, où il occupe un poste de rédacteur jusqu'à sa promotion en tant que chef des informations de SER en Andalousie. Pendant ces années il a coordonné et dirigé les informations concernant l'Expo '92.
En 1993 il est nommé sous-directeur des informations de la chaîne, et est transféré à Madrid. Deux ans après, en 1995, il assume à l'âge de 29 ans la direction des services d'information de cette chaîne de radio. Le 29 novembre 2001, Antonio García Ferreras est nommé directeur de Cadena SER, poste qu'il occupe jusqu'en septembre de 2004, où il renonce à son poste après 17 ans dans le media,.

### Real Madrid
Depuis l'arrivée de Florentino Pérez à la présidence du Real Madrid en 2000, un des piliers fondamentaux de la politique d'expansion mondiale du club est la communication. Pour mettre en place cette puissante stratégie communicative globale, le Président pense à García Ferreras, à qui il offre un poste pour la première fois en 2001, un an avant la célébration du centenaire du club. Mais ce n'est qu'en septembre 2004, que Ferreras accepte le poste de Directeur de la Communication et des Contenus du Réal Madrid, qu'il conserve jusqu'en mars 2006,.
Avec lui à sa tête, la diffusion au niveau mondial de la chaîne Real Madrid Télévision se renforce, la zone interactive est refondue ainsi que le site internet. De plus, les publications du club (revue officielle, Degré Blanc, etc.) sont remises à neuf et il a stimulé la production de documentaires tels que La Naissance d'une passion ou Toujours Réal, et le premier long-métrage produit par un club sportif, Réal, le film.

### La Sexta
En 2006, avec le lancement de la chaîne de télévision La Sexta, il se voit proposer le poste de directeur de la chaîne, qu'il assume depuis le 11 avril 2006. Après la fusion entre Antena 3 et La Sexta le 1er octobre 2012, fait partie de la direction du groupe résultant, Atresmedia.
En janvier de 2011, il commence à diriger et à présenter l'émission de débat politique Al rojo vivo sur La Sexta 2 à l'horaire des traditionnelles discussions du matin. Depuis ses débuts le 5 septembre 2011, ce programme est diffusé sur La Sexta, entre 11h et 14h15, heure du début des informations de La Sexta Noticias.
Il présente aussi depuis janvier de 2012 et sur la même chaîne, le programme de reportages d'actualité La Sexta Columna.

### Marca
Dans la presse écrite, il publie une colonne hebdomadaire dans le quotidien sportif Marca.